# Championnat d'Europe de football des moins de 19 ans 2010
Navigation
Euro 2009 Euro 2011
La phase finale du 59e Championnat d'Europe de football des moins de 19 ans a lieu pendant l'été 2010 en France. Les joueurs nés après le 1er janvier 1991 peuvent participer.
La France remporte son 7e titre, après 1949, 1983, 1996, 1997, 2000 et 2005 en battant l'Espagne en finale.
La France rejoint l'Espagne à la deuxième place du palmarès de la catégorie. En effet, la première place est toujours occupée par l'Angleterre avec 9 titres, la France  et l'Espagne se partageant désormais la seconde place avec 7 titres chacun.

## Qualifications
Les qualifications se disputent sur deux tours, uniquement par groupes de 4 équipes. Chaque groupe se joue sur le terrain de l'une des quatre équipes, en tournoi toutes rondes simple. Le premier tour de qualification comprend 13 groupes (52 équipes), le second tour comprend 7 groupes (28 équipes).

### Premier tour de qualification
Le premier tour éliminatoire est disputé du 1er septembre au 18 novembre 2009. Les deux premiers de chaque groupe (26 équipes), ainsi que les deux meilleurs troisièmes de groupe repêchés en tenant compte des résultats contre les 2 premiers de leur groupe, se qualifient pour le second tour (Élite).
L'hôte de chaque groupe est indiqué en italique.

#### Groupe 1
| Rang | Équipe      | Pts | J | G | N | P | Bp | Bc | Diff |  | Résultats (▼ dom., ► ext.) |     |     |     |     |
| ---- | ----------- | --- | - | - | - | - | -- | -- | ---- |  | -------------------------- | --- | --- | --- | --- |
| 1    | Italie      | 9   | 3 | 3 | 0 | 0 | 11 | 0  | +11  |  | Italie                     |     | 2-0 | 5-0 | 4-0 |
| 2    | Irlande     | 6   | 3 | 2 | 0 | 1 | 7  | 2  | +5   |  | Irlande                    | 0-2 |     | 2-0 | 5-0 |
| 3    | Albanie     | 3   | 3 | 1 | 0 | 2 | 4  | 8  | -4   |  | Albanie                    | 0-5 | 0-2 |     | 4-1 |
| 4    | Saint-Marin | 0   | 3 | 0 | 0 | 3 | 1  | 13 | -12  |  | Saint-Marin                | 0-4 | 0-5 | 1-4 |     |

#### Groupe 2
| Rang | Équipe     | Pts | J | G | N | P | Bp | Bc | Diff |  | Résultats (▼ dom., ► ext.) |     |     |     |     |
| ---- | ---------- | --- | - | - | - | - | -- | -- | ---- |  | -------------------------- | --- | --- | --- | --- |
| 1    | Angleterre | 9   | 3 | 3 | 0 | 0 | 8  | 2  | +6   |  | Angleterre                 |     | 2-0 | 3-1 | 3-1 |
| 2    | Slovaquie  | 6   | 3 | 2 | 0 | 1 | 5  | 2  | +3   |  | Slovaquie                  | 0-2 |     | 4-0 | 1-0 |
| 3    | Finlande   | 3   | 3 | 1 | 0 | 2 | 3  | 7  | -4   |  | Finlande                   | 1-3 | 0-4 |     | 2-0 |
| 4    | Slovénie   | 0   | 3 | 0 | 0 | 3 | 1  | 6  | -5   |  | Slovénie                   | 1-3 | 0-1 | 0-2 |     |

#### Groupe 3
| Rang | Équipe     | Pts | J | G | N | P | Bp | Bc | Diff |  | Résultats (▼ dom., ► ext.) |     |     |     |     |
| ---- | ---------- | --- | - | - | - | - | -- | -- | ---- |  | -------------------------- | --- | --- | --- | --- |
| 1    | Turquie    | 7   | 3 | 2 | 1 | 0 | 4  | 2  | +2   |  | Turquie                    |     | 2-1 | 1-0 | 1-1 |
| 2    | Allemagne  | 6   | 3 | 2 | 0 | 1 | 9  | 2  | +7   |  | Allemagne                  | 1-2 |     | 5-0 | 3-0 |
| 3    | Moldavie   | 3   | 3 | 1 | 0 | 2 | 2  | 7  | -5   |  | Moldavie                   | 0-1 | 0-5 |     | 2-1 |
| 4    | Luxembourg | 1   | 3 | 0 | 1 | 2 | 2  | 6  | -4   |  | Luxembourg                 | 1-1 | 0-3 | 1-2 |     |

#### Groupe 4
| Rang | Équipe   | Pts | J | G | N | P | Bp | Bc | Diff |  | Résultats (▼ dom., ► ext.) |     |     |     |     |
| ---- | -------- | --- | - | - | - | - | -- | -- | ---- |  | -------------------------- | --- | --- | --- | --- |
| 1    | Croatie  | 9   | 3 | 3 | 0 | 0 | 6  | 1  | +5   |  | Croatie                    |     | 1-0 | 2-1 | 3-0 |
| 2    | Suisse   | 6   | 3 | 2 | 0 | 1 | 10 | 1  | +9   |  | Suisse                     | 0-1 |     | 5-0 | 5-0 |
| 3    | Lituanie | 3   | 3 | 1 | 0 | 2 | 3  | 8  | -5   |  | Lituanie                   | 1-2 | 0-5 |     | 2-1 |
| 4    | Estonie  | 0   | 3 | 0 | 0 | 3 | 1  | 10 | -9   |  | Estonie                    | 0-3 | 0-5 | 1-2 |     |

#### Groupe 5
| Rang | Équipe      | Pts | J | G | N | P | Bp | Bc | Diff |  | Résultats (▼ dom., ► ext.) |     |     |     |     |
| ---- | ----------- | --- | - | - | - | - | -- | -- | ---- |  | -------------------------- | --- | --- | --- | --- |
| 1    | Serbie      | 9   | 3 | 3 | 0 | 0 | 8  | 0  | +8   |  | Serbie                     |     | 1-0 | 2-0 | 5-0 |
| 2    | Grèce       | 6   | 3 | 2 | 0 | 1 | 3  | 1  | +2   |  | Grèce                      | 0-1 |     | 2-0 | 1-0 |
| 3    | Iles Féroé  | 1   | 3 | 0 | 1 | 2 | 0  | 4  | -4   |  | Iles Féroé                 | 0-2 | 0-2 |     | 0-0 |
| 4    | Biélorussie | 1   | 3 | 0 | 1 | 2 | 0  | 6  | -6   |  | Biélorussie                | 0-5 | 0-1 | 0-0 |     |

#### Groupe 6
| Rang | Équipe   | Pts | J | G | N | P | Bp | Bc | Diff |  | Résultats (▼ dom., ► ext.) |     |     |     |     |
| ---- | -------- | --- | - | - | - | - | -- | -- | ---- |  | -------------------------- | --- | --- | --- | --- |
| 1    | Ecosse   | 6   | 3 | 2 | 0 | 1 | 9  | 2  | +7   |  | Ecosse                     |     | 3-0 | 0-1 | 6-1 |
| 2    | Roumanie | 6   | 3 | 2 | 0 | 1 | 5  | 3  | +2   |  | Roumanie                   | 0-3 |     | 4-1 | 1-0 |
| 3    | Autriche | 6   | 3 | 2 | 0 | 1 | 6  | 5  | +1   |  | Autriche                   | 1-0 | 1-4 |     | 5-1 |
| 4    | Arménie  | 0   | 3 | 0 | 0 | 3 | 2  | 12 | -10  |  | Arménie                    | 1-6 | 0-1 | 1-5 |     |

#### Groupe 7
| Rang | Équipe             | Pts | J | G | N | P | Bp | Bc | Diff |  | Résultats (▼ dom., ► ext.) |     |     |     |     |
| ---- | ------------------ | --- | - | - | - | - | -- | -- | ---- |  | -------------------------- | --- | --- | --- | --- |
| 1    | Bosnie-Herzégovine | 6   | 3 | 2 | 0 | 1 | 3  | 5  | -2   |  | Bosnie-Herzégovine         |     | 0-4 | 1-0 | 2-1 |
| 2    | Irlande du Nord    | 5   | 3 | 1 | 2 | 1 | 5  | 1  | +4   |  | Irlande du Nord            | 4-0 |     | 0-0 | 1-1 |
| 3    | Islande            | 4   | 3 | 1 | 1 | 1 | 3  | 3  | 0    |  | Islande                    | 0-1 | 0-0 |     | 3-2 |
| 4    | Bulgarie           | 1   | 3 | 0 | 1 | 2 | 4  | 6  | -2   |  | Bulgarie                   | 1-2 | 0-1 | 2-3 |     |

#### Groupe 8
| Rang | Équipe         | Pts | J | G | N | P | Bp | Bc | Diff |  | Résultats (▼ dom., ► ext.) |     |     |     |     |
| ---- | -------------- | --- | - | - | - | - | -- | -- | ---- |  | -------------------------- | --- | --- | --- | --- |
| 1    | Portugal       | 9   | 3 | 3 | 0 | 0 | 7  | 0  | +7   |  | Portugal                   |     | 1-0 | 3-0 | 3-0 |
| 2    | Espagne        | 6   | 3 | 2 | 0 | 1 | 6  | 2  | +4   |  | Espagne                    | 0-1 |     | 1-0 | 5-1 |
| 3    | Pays de Galles | 3   | 3 | 1 | 0 | 2 | 3  | 5  | -2   |  | Pays de Galles             | 0-3 | 0-1 |     | 3-1 |
| 4    | Macédoine      | 0   | 3 | 0 | 0 | 3 | 2  | 11 | -9   |  | Macédoine                  | 0-3 | 1-5 | 1-3 |     |

#### Groupe 9
| Rang | Équipe        | Pts | J | G | N | P | Bp | Bc | Diff |  | Résultats (▼ dom., ► ext.) |     |     |     |     |
| ---- | ------------- | --- | - | - | - | - | -- | -- | ---- |  | -------------------------- | --- | --- | --- | --- |
| 1    | Russie        | 7   | 3 | 2 | 1 | 0 | 9  | 2  | +7   |  | Russie                     |     | 2-1 | 1-1 | 6-0 |
| 2    | Hongrie       | 6   | 3 | 2 | 0 | 1 | 10 | 3  | +7   |  | Hongrie                    | 1-2 |     | 5-1 | 4-0 |
| 3    | Lettonie      | 4   | 3 | 1 | 1 | 1 | 6  | 6  | 0    |  | Lettonie                   | 1-1 | 1-5 |     | 4-0 |
| 4    | Liechtenstein | 0   | 3 | 0 | 0 | 3 | 0  | 14 | -14  |  | Liechtenstein              | 0-6 | 0-4 | 0-4 |     |

#### Groupe 10
| Rang | Équipe   | Pts | J | G | N | P | Bp | Bc | Diff |  | Résultats (▼ dom., ► ext.) |     |     |     |     |
| ---- | -------- | --- | - | - | - | - | -- | -- | ---- |  | -------------------------- | --- | --- | --- | --- |
| 1    | Pays-Bas | 9   | 3 | 3 | 0 | 0 | 7  | 1  | +6   |  | Pays-Bas                   |     | 1-0 | 1-0 | 5-1 |
| 2    | Tchéquie | 6   | 3 | 2 | 0 | 1 | 7  | 2  | +5   |  | Tchéquie                   | 0-1 |     | 4-0 | 3-1 |
| 3    | Malte    | 1   | 3 | 0 | 1 | 2 | 1  | 6  | -5   |  | Malte                      | 0-1 | 0-4 |     | 1-1 |
| 4    | Chypre   | 1   | 3 | 0 | 1 | 2 | 3  | 9  | -6   |  | Chypre                     | 1-5 | 1-3 | 1-1 |     |

#### Groupe 11
| Rang | Équipe     | Pts | J | G | N | P | Bp | Bc | Diff |  | Résultats (▼ dom., ► ext.) |     |     |     |     |
| ---- | ---------- | --- | - | - | - | - | -- | -- | ---- |  | -------------------------- | --- | --- | --- | --- |
| 1    | Norvège    | 9   | 3 | 3 | 0 | 0 | 11 | 2  | +9   |  | Norvège                    |     | 4-2 | 2-0 | 5-0 |
| 2    | Belgique   | 6   | 3 | 2 | 0 | 1 | 10 | 4  | +6   |  | Belgique                   | 2-4 |     | 4-0 | 4-0 |
| 3    | Kazakhstan | 3   | 3 | 1 | 0 | 2 | 2  | 8  | -6   |  | Kazakhstan                 | 0-2 | 0-4 |     | 2-1 |
| 4    | Andorre    | 0   | 3 | 0 | 0 | 3 | 1  | 10 | -9   |  | Andorre                    | 0-5 | 0-4 | 1-2 |     |

#### Groupe 12
| Rang | Équipe     | Pts | J | G | N | P | Bp | Bc | Diff |  | Résultats (▼ dom., ► ext.) |     |     |     |     |
| ---- | ---------- | --- | - | - | - | - | -- | -- | ---- |  | -------------------------- | --- | --- | --- | --- |
| 1    | Ukraine    | 7   | 3 | 2 | 1 | 0 | 3  | 1  | +2   |  | Ukraine                    |     | 1-1 | 1-0 | 1-0 |
| 2    | Monténégro | 3   | 3 | 0 | 3 | 0 | 2  | 0  | +2   |  | Monténégro                 | 1-1 |     | 1-1 | 0-0 |
| 3    | Géorgie    | 2   | 3 | 0 | 2 | 1 | 1  | 2  | -1   |  | Géorgie                    | 0-1 | 1-1 |     | 0-0 |
| 4    | Suède      | 2   | 3 | 0 | 2 | 1 | 0  | 1  | -1   |  | Suède                      | 0-1 | 0-0 | 0-0 |     |

#### Groupe 13
| Rang | Équipe      | Pts | J | G | N | P | Bp | Bc | Diff |  | Résultats (▼ dom., ► ext.) |     |     |     |     |
| ---- | ----------- | --- | - | - | - | - | -- | -- | ---- |  | -------------------------- | --- | --- | --- | --- |
| 1    | Danemark    | 6   | 3 | 2 | 0 | 1 | 5  | 2  | +3   |  | Danemark                   |     | 3-0 | 1-2 | 1-0 |
| 2    | Azerbaïdjan | 6   | 3 | 2 | 0 | 1 | 5  | 4  | +1   |  | Azerbaïdjan                | 0-3 |     | 2-1 | 3-0 |
| 3    | Pologne     | 4   | 3 | 1 | 1 | 1 | 4  | 4  | 0    |  | Pologne                    | 2-1 | 1-2 |     | 1-1 |
| 4    | Israël      | 1   | 3 | 0 | 1 | 2 | 1  | 5  | -4   |  | Israël                     | 0-1 | 0-3 | 1-1 |     |

#### Classements des troisièmes
Les deux meilleurs troisièmes de groupe sont repêchés pour le tour Élite. Seuls les matchs contre les deux premiers du groupe sont pris en compte.
| Équipe         | Groupe | G | N | P | Bp | Bc | Diff | Pts |
| -------------- | ------ | - | - | - | -- | -- | ---- | --- |
| Pologne        | 13     | 1 | 0 | 1 | 3  | 3  | 0    | 3   |
| Autriche       | 6      | 1 | 0 | 1 | 1  | 4  | -3   | 3   |
| Géorgie        | 12     | 0 | 1 | 1 | 1  | 2  | -1   | 1   |
| Islande        | 7      | 0 | 1 | 1 | 0  | 1  | -1   | 1   |
| Lettonie       | 9      | 0 | 1 | 1 | 2  | 6  | −4   | 1   |
| Iles Féroé     | 5      | 0 | 0 | 2 | 0  | 4  | −4   | 0   |
| Pays de Galles | 8      | 0 | 0 | 2 | 0  | 4  | -4   | 0   |
| Malte          | 10     | 0 | 0 | 2 | 0  | 5  | −5   | 0   |
| Finlande       | 2      | 0 | 0 | 2 | 1  | 7  | −6   | 0   |
| Lituanie       | 4      | 0 | 0 | 2 | 1  | 7  | −6   | 0   |
| Kazakhstan     | 11     | 0 | 0 | 2 | 0  | 6  | −6   | 0   |
| Moldavie       | 3      | 0 | 0 | 2 | 0  | 6  | −6   | 0   |
| Albanie        | 1      | 0 | 0 | 2 | 0  | 7  | −7   | 0   |

### Tour Élite
Le second tour concerne 28 équipes et se déroule du 3 mai au 31 mai 2010.  Les sept vainqueurs de poule se qualifient pour la phase finale.
L'hôte de chaque groupe est indiqué en italique.

#### Groupe 1
| Rang | Équipe     | Pts | J | G | N | P | Bp | Bc | Diff |  | Résultats (▼ dom., ► ext.) |     |     |     |     |
| ---- | ---------- | --- | - | - | - | - | -- | -- | ---- |  | -------------------------- | --- | --- | --- | --- |
| 1    | Croatie    | 9   | 3 | 3 | 0 | 0 | 6  | 1  | +5   |  | Croatie                    |     | 2-1 | 1-0 | 3-0 |
| 2    | Belgique   | 6   | 3 | 2 | 0 | 1 | 7  | 4  | +3   |  | Belgique                   | 1-2 |     | 2-1 | 4-1 |
| 3    | Écosse     | 3   | 3 | 1 | 0 | 2 | 5  | 3  | +2   |  | Écosse                     | 0-1 | 1-2 |     | 4-0 |
| 4    | Monténégro | 0   | 3 | 0 | 0 | 3 | 1  | 11 | -10  |  | Monténégro                 | 0-3 | 1-4 | 0-4 |     |

#### Groupe 2
| Rang | Équipe   | Pts | J | G | N | P | Bp | Bc | Diff |  | Résultats (▼ dom., ► ext.) |     |     |     |     |
| ---- | -------- | --- | - | - | - | - | -- | -- | ---- |  | -------------------------- | --- | --- | --- | --- |
| 1    | Portugal | 7   | 3 | 2 | 1 | 0 | 7  | 4  | +3   |  | Portugal                   |     | 1-1 | 3-2 | 3-1 |
| 2    | Grèce    | 7   | 3 | 2 | 1 | 0 | 4  | 1  | +3   |  | Grèce                      | 1-1 |     | 1-0 | 2-0 |
| 3    | Hongrie  | 3   | 3 | 1 | 0 | 2 | 5  | 4  | +1   |  | Hongrie                    | 2-3 | 0-1 |     | 3-0 |
| 4    | Roumanie | 0   | 3 | 0 | 0 | 3 | 1  | 8  | -7   |  | Roumanie                   | 1-3 | 0-2 | 0-3 |     |

#### Groupe 3
| Rang | Équipe             | Pts | J | G | N | P | Bp | Bc | Diff |  | Résultats (▼ dom., ► ext.) |     |     |     |     |
| ---- | ------------------ | --- | - | - | - | - | -- | -- | ---- |  | -------------------------- | --- | --- | --- | --- |
| 1    | Angleterre         | 7   | 3 | 2 | 1 | 0 | 6  | 1  | +5   |  | Angleterre                 |     | 1-0 | 1-1 | 4-0 |
| 2    | Irlande            | 6   | 3 | 2 | 0 | 1 | 2  | 1  | +1   |  | Irlande                    | 0-1 |     | 1-0 | 1-0 |
| 3    | Ukraine            | 4   | 3 | 1 | 1 | 1 | 5  | 3  | +2   |  | Ukraine                    | 1-1 | 0-1 |     | 4-1 |
| 4    | Bosnie-Herzégovine | 0   | 3 | 0 | 0 | 3 | 1  | 9  | -8   |  | Bosnie-Herzégovine         | 0-4 | 0-1 | 1-4 |     |

#### Groupe 4
| Rang | Équipe      | Pts | J | G | N | P | Bp | Bc | Diff |  | Résultats (▼ dom., ► ext.) |     |     |     |     |
| ---- | ----------- | --- | - | - | - | - | -- | -- | ---- |  | -------------------------- | --- | --- | --- | --- |
| 1    | Espagne     | 7   | 3 | 2 | 1 | 0 | 8  | 3  | +5   |  | Espagne                    |     | 3-2 | 1-1 | 4-0 |
| 2    | Turquie     | 6   | 3 | 2 | 0 | 1 | 6  | 4  | +2   |  | Turquie                    | 2-3 |     | 2-1 | 2-0 |
| 3    | Norvège     | 2   | 3 | 0 | 2 | 1 | 3  | 4  | -1   |  | Norvège                    | 1-1 | 1-2 |     | 1-1 |
| 4    | Azerbaïdjan | 1   | 3 | 0 | 1 | 2 | 1  | 7  | -6   |  | Azerbaïdjan                | 0-4 | 0-2 | 1-1 |     |

#### Groupe 5
| Rang | Équipe          | Pts | J | G | N | P | Bp | Bc | Diff |  | Résultats (▼ dom., ► ext.) |     |     |     |     |
| ---- | --------------- | --- | - | - | - | - | -- | -- | ---- |  | -------------------------- | --- | --- | --- | --- |
| 1    | Italie          | 6   | 3 | 2 | 0 | 1 | 6  | 5  | +1   |  | Italie                     |     | 1-3 | 2-0 | 3-2 |
| 2    | Russie          | 5   | 3 | 1 | 2 | 0 | 8  | 6  | +2   |  | Russie                     | 3-1 |     | 3-3 | 2-2 |
| 3    | Tchéquie        | 4   | 3 | 1 | 1 | 1 | 4  | 4  | 0    |  | Tchéquie                   | 0-2 | 3-3 |     | 3-1 |
| 4    | Irlande du Nord | 1   | 3 | 0 | 1 | 2 | 5  | 8  | -3   |  | Irlande du Nord            | 2-3 | 2-2 | 1-3 |     |

#### Groupe 6
| Rang | Équipe    | Pts | J | G | N | P | Bp | Bc | Diff |  | Résultats (▼ dom., ► ext.) |     |     |     |     |
| ---- | --------- | --- | - | - | - | - | -- | -- | ---- |  | -------------------------- | --- | --- | --- | --- |
| 1    | Pays-Bas  | 7   | 3 | 2 | 1 | 0 | 5  | 0  | +5   |  | Pays-Bas                   |     | 0-0 | 3-0 | 2-0 |
| 2    | Slovaquie | 4   | 3 | 1 | 1 | 1 | 2  | 2  | 0    |  | Slovaquie                  | 0-0 |     | 2-1 | 0-1 |
| 3    | Allemagne | 3   | 3 | 1 | 0 | 2 | 5  | 6  | -1   |  | Allemagne                  | 0-3 | 1-2 |     | 4-1 |
| 4    | Pologne   | 3   | 3 | 1 | 0 | 2 | 2  | 6  | -4   |  | Pologne                    | 0-2 | 1-0 | 1-4 |     |

#### Groupe 7
| Rang | Équipe   | Pts | J | G | N | P | Bp | Bc | Diff |  | Résultats (▼ dom., ► ext.) |     |     |     |     |
| ---- | -------- | --- | - | - | - | - | -- | -- | ---- |  | -------------------------- | --- | --- | --- | --- |
| 1    | Autriche | 6   | 3 | 2 | 0 | 1 | 8  | 6  | +2   |  | Autriche                   |     | 2-0 | 4-3 | 2-3 |
| 2    | Serbie   | 6   | 3 | 2 | 0 | 1 | 7  | 6  | +1   |  | Serbie                     | 0-2 |     | 3-2 | 4-2 |
| 3    | Danemark | 3   | 3 | 1 | 0 | 2 | 6  | 7  | -1   |  | Danemark                   | 3-4 | 2-3 |     | 1-0 |
| 4    | Suisse   | 3   | 3 | 1 | 0 | 2 | 5  | 7  | -2   |  | Suisse                     | 3-2 | 2-4 | 0-1 |     |

## Phase finale

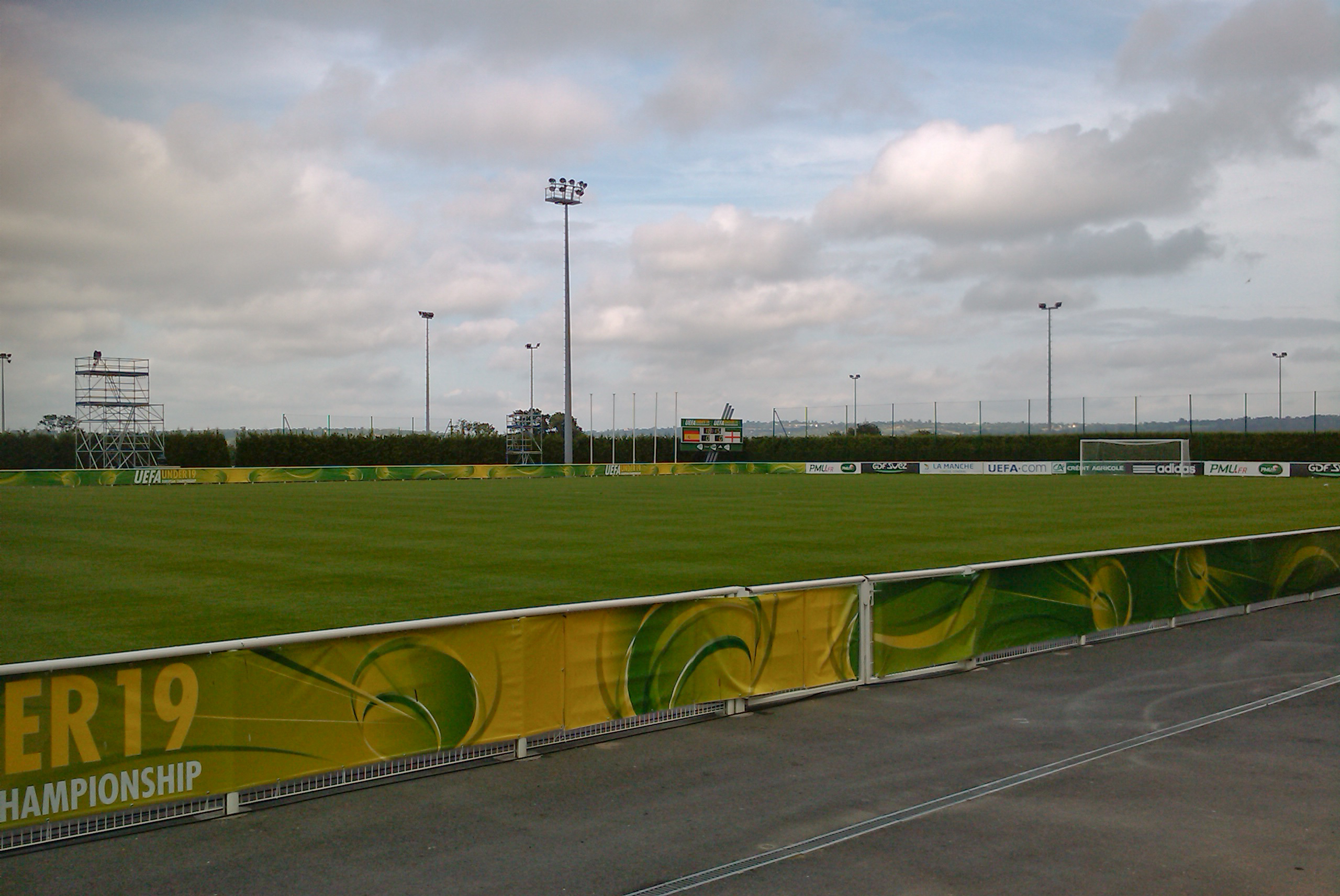
Stade Louis-Villemer avant la demi-finale Espagne-Angleterre

Le tournoi final se déroule du 18 au 30 juillet 2010 en France (qualifiée d'office), en Basse-Normandie dans les villes de Saint-Lô, Bayeux, Caen, Mondeville et de Flers.
Le tirage au sort est effectué à l'Hôtel de Ville de Caen le 4 juin 2010, par Reinhard Walser (membre de l'UEFA), Michel Hidalgo (ancien sélectionneur de l'Équipe de France) et Sébastien Corchia (joueur de l'Équipe de France espoirs).
Les trois premiers de chaque poule sont qualifiés pour la Coupe du monde des moins de 20 ans en 2011 en Colombie.

### Groupe A
| Rang | Équipe     | Pts | J | G | N | P | Bp | Bc | Diff |
| ---- | ---------- | --- | - | - | - | - | -- | -- | ---- |
| 1    | France     | 7   | 3 | 2 | 1 | 0 | 10 | 2  | +8   |
| 2    | Angleterre | 4   | 3 | 1 | 1 | 1 | 4  | 4  | 0    |
| 3    | Pays-Bas   | 3   | 3 | 1 | 0 | 2 | 2  | 5  | -3   |
| 4    | Autriche   | 3   | 3 | 1 | 0 | 2 | 3  | 8  | -5   |

#### 1rejournée
| 18 juillet 2010 18h00 (HEC) | Autriche                | 2 – 3 | Angleterre                  | Stade du Hazé, Flers             |                                  |
|                             | Alaba 52e · Trauner 73e |       | Nouble 13e 29e · Cruise 55e | Arbitrage : Markus Strömbergsson | Arbitrage : Markus Strömbergsson |
|                             | Rapport                 |       |                             | Arbitrage : Markus Strömbergsson | Arbitrage : Markus Strömbergsson |

| 18 juillet 2010 20h00 (HEC) | France                                                  | 4 – 1 | Pays-Bas   | Stade Michel-d'Ornano, Caen      |                                  |
|                             | Kakuta 20e · Bakambu 37e 90+3e · Martins Indi 84e (csc) |       | Cabral 55e | Arbitrage : Vladislav Bezborodov | Arbitrage : Vladislav Bezborodov |
|                             | Rapport                                                 |       |            | Arbitrage : Vladislav Bezborodov | Arbitrage : Vladislav Bezborodov |

#### 2ejournée
| 21 juillet 2010 18h00 (HEC) | France                                            | 5 – 0 | Autriche | Stade du Hazé, Flers   |                        |
|                             | Griezmann 19e 73e · Lacazette 66e 83e · Reale 80e |       |          | Arbitrage : Alan Black | Arbitrage : Alan Black |
|                             | Rapport                                           |       |          | Arbitrage : Alan Black | Arbitrage : Alan Black |

| 21 juillet 2010 18h00 (HEC) | Pays-Bas    | 1 – 0 | Angleterre | Stade Henry Jeanne, Bayeux    |                               |
|                             | Berghuis 6e |       |            | Arbitrage : Gediminas Mazeika | Arbitrage : Gediminas Mazeika |
|                             | Rapport     |       |            | Arbitrage : Gediminas Mazeika | Arbitrage : Gediminas Mazeika |

#### 3ejournée
| 24 juillet 2010 18h00 (HEC) | Angleterre     | 1 – 1 | France    | Stade Louis-Villemer, Saint-Lô |                            |
|                             | Phillips 90+3e |       | Tafer 56e | Arbitrage : Stephan Studer     | Arbitrage : Stephan Studer |
|                             | Rapport        |       |           | Arbitrage : Stephan Studer     | Arbitrage : Stephan Studer |

| 24 juillet 2010 18h00 (HEC) | Pays-Bas   | 0 – 1 | Autriche | Stade Michel Farré, Mondeville |                       |
|                             | Bacuna 80e |       | Djuricin | Arbitrage : Matej Jug          | Arbitrage : Matej Jug |
|                             | Rapport    |       |          | Arbitrage : Matej Jug          | Arbitrage : Matej Jug |

### Groupe B
| Rang | Équipe   | Pts | J | G | N | P | Bp | Bc | Diff |
| ---- | -------- | --- | - | - | - | - | -- | -- | ---- |
| 1    | Espagne  | 9   | 3 | 3 | 0 | 0 | 7  | 2  | +5   |
| 2    | Croatie  | 4   | 3 | 1 | 1 | 1 | 6  | 2  | +4   |
| 3    | Portugal | 3   | 3 | 1 | 0 | 2 | 3  | 7  | -4   |
| 4    | Italie   | 1   | 2 | 0 | 1 | 2 | 0  | 5  | -5   |

#### 1rejournée
| 18 juillet 2010 16h00 (HEC) | Croatie          | 1 – 2 | Espagne                  | Stade Henry Jeanne, Bayeux                 |                                            |
|                             | Andrijašević 42e |       | Thiago 53e · Rodrigo 64e | Spectateurs : 2 500 Arbitrage : Alan Black | Spectateurs : 2 500 Arbitrage : Alan Black |
|                             | Rapport          |       |                          | Spectateurs : 2 500 Arbitrage : Alan Black | Spectateurs : 2 500 Arbitrage : Alan Black |

| 18 juillet 2010 16h00 (HEC) | Italie             | 0 – 2 | Portugal                        | Stade Michel Farré, Mondeville |                               |
|                             | D'Alessandro 90+2e |       | N.Oliveira 51e · S.Oliveira 63e | Arbitrage : Gediminas Mazeika  | Arbitrage : Gediminas Mazeika |
|                             | Rapport            |       |                                 | Arbitrage : Gediminas Mazeika  | Arbitrage : Gediminas Mazeika |

#### 2ejournée
| 21 juillet 2010 15h00 (HEC) | Espagne         | 2 – 1 | Portugal  | Stade Louis-Villemer, Saint-Lô |                       |
|                             | Pacheco 12e 88e |       | Pinto 78e | Arbitrage : Matej Jug          | Arbitrage : Matej Jug |
|                             | Rapport         |       |           | Arbitrage : Matej Jug          | Arbitrage : Matej Jug |

| 21 juillet 2010 16h00 (HEC) | Croatie | 0 – 0 | Italie              | Stade Michel Farré, Mondeville |                            |
|                             |         |       | Albertazzi 58e, 59e | Arbitrage : Stephan Studer     | Arbitrage : Stephan Studer |
|                             | Rapport |       |                     | Arbitrage : Stephan Studer     | Arbitrage : Stephan Studer |

#### 3ejournée
| 24 juillet 2010 16h00 (HEC) | Portugal | 0 – 5 | Croatie                                                   | Stade Henry Jeanne, Bayeux       |                                  |
|                             |          |       | Andrijašević · Pamić 25e 37e 69e · Kelić 54e · Ozobić 67e | Arbitrage : Markus Strömbergsson | Arbitrage : Markus Strömbergsson |
|                             | Rapport  |       |                                                           | Arbitrage : Markus Strömbergsson | Arbitrage : Markus Strömbergsson |

| 24 juillet 2010 16h00 (HEC) | Espagne                              | 3 – 0 | Italie | Stade du Hazé, Flers             |                                  |
|                             | Rochina 17e · Pacheco 23e · Ezequiel |       |        | Arbitrage : Vladislav Bezborodov | Arbitrage : Vladislav Bezborodov |
|                             | Rapport                              |       |        | Arbitrage : Vladislav Bezborodov | Arbitrage : Vladislav Bezborodov |

### Demi-finales
| 27 juillet 2010 16h00 (HEC) | Espagne                              | 3 – 1 | Angleterre  | Stade Louis Villemer, Saint-Lô   |                                  |
|                             | Pacheco 12e · Keko 34e · Canales 57e |       | Bostock 37e | Arbitrage : Markus Strömbergsson | Arbitrage : Markus Strömbergsson |
|                             | Rapport                              |       |             | Arbitrage : Markus Strömbergsson | Arbitrage : Markus Strömbergsson |

| 27 juillet 2010 19h00 (HEC) | France                   | 2 - 1 | Croatie  | Stade Michel-d'Ornano, Caen                          |                                                      |
|                             | Kakuta 37e · Bakambu 83e |       | Ademi 4e | Spectateurs : 9 095 Arbitrage : Vladislav Bezborodov | Spectateurs : 9 095 Arbitrage : Vladislav Bezborodov |
|                             | Rapport                  |       |          | Spectateurs : 9 095 Arbitrage : Vladislav Bezborodov | Spectateurs : 9 095 Arbitrage : Vladislav Bezborodov |

### Finale
| Titulaires :     |                        |     |
|                  |                        |     |
| 16               | Abdoulaye Diallo       |     |
| 02               | Loïc Nego              |     |
| 03               | Chris Mavinga          |     |
| 05               | Sébastien Faure        |     |
| 14               | Timothée Kolodziejczak |     |
| 08               | Gueïda Fofana          |     |
| 13               | Francis Coquelin       |     |
| 07               | Gaël Kakuta            |     |
| 10               | Gilles Sunu            | 69e |
| 11               | Antoine Griezmann      | 46e |
| 17               | Cédric Bakambu         |     |
|                  |                        |     |
| Remplaçants :    |                        |     |
| 01               | Marc Vidal             |     |
| 09               | Yannis Tafer           | 46e |
| 12               | Alexandre Lacazette    | 69e |
| 04               | Johan Martial          |     |
| 18               | Gaëtan Bussmann        |     |
| 06               | Clément Grenier        |     |
| 15               | Enzo Reale             |     |
|                  |                        |     |
| Entraîneur :     |                        |     |
| Francis Smerecki |                        |     |

| Titulaires :  |                   |     |
|               |                   |     |
| 01            | Alex Sánchez (es) |     |
| 02            | Martín Montoya    |     |
| 03            | Carles Planas     |     |
| 04            | Marc Bartra       |     |
| 05            | Jorge Pulido      | 87e |
| 07            | Keko              | 64e |
| 08            | Thiago            |     |
| 10            | Sergio Canales    |     |
| 06            | Oriol Romeu       |     |
| 09            | Rodrigo           | 73e |
| 11            | Dani Pacheco      |     |
|               |                   |     |
| Remplaçants : |                   |     |
| 13            | Aitor Fernández   |     |
| 16            | Ezequiel          | 87e |
| 14            | Iker Muniain      | 64e |
| 18            | Rubén Rochina     | 73e |
| 12            | Hugo Mallo        |     |
| 15            | Ramiro Mayor (en) |     |
| 17            | Koke              |     |
|               |                   |     |
| Entraîneur :  |                   |     |
| Luis Milla    |                   |     |

| Titulaires :     |                        |     |
|                  |                        |     |
| 16               | Abdoulaye Diallo       |     |
| 02               | Loïc Nego              |     |
| 03               | Chris Mavinga          |     |
| 05               | Sébastien Faure        |     |
| 14               | Timothée Kolodziejczak |     |
| 08               | Gueïda Fofana          |     |
| 13               | Francis Coquelin       |     |
| 07               | Gaël Kakuta            |     |
| 10               | Gilles Sunu            | 69e |
| 11               | Antoine Griezmann      | 46e |
| 17               | Cédric Bakambu         |     |
|                  |                        |     |
| Remplaçants :    |                        |     |
| 01               | Marc Vidal             |     |
| 09               | Yannis Tafer           | 46e |
| 12               | Alexandre Lacazette    | 69e |
| 04               | Johan Martial          |     |
| 18               | Gaëtan Bussmann        |     |
| 06               | Clément Grenier        |     |
| 15               | Enzo Reale             |     |
|                  |                        |     |
| Entraîneur :     |                        |     |
| Francis Smerecki |                        |     |

| Titulaires :  |                   |     |
|               |                   |     |
| 01            | Alex Sánchez (es) |     |
| 02            | Martín Montoya    |     |
| 03            | Carles Planas     |     |
| 04            | Marc Bartra       |     |
| 05            | Jorge Pulido      | 87e |
| 07            | Keko              | 64e |
| 08            | Thiago            |     |
| 10            | Sergio Canales    |     |
| 06            | Oriol Romeu       |     |
| 09            | Rodrigo           | 73e |
| 11            | Dani Pacheco      |     |
|               |                   |     |
| Remplaçants : |                   |     |
| 13            | Aitor Fernández   |     |
| 16            | Ezequiel          | 87e |
| 14            | Iker Muniain      | 64e |
| 18            | Rubén Rochina     | 73e |
| 12            | Hugo Mallo        |     |
| 15            | Ramiro Mayor (en) |     |
| 17            | Koke              |     |
|               |                   |     |
| Entraîneur :  |                   |     |
| Luis Milla    |                   |     |

| Championne d'Europe de football des moins de 19 ans France 7e titre |

### Classement général
| Place              | Équipes du tour final | Stade                                                             |
| ------------------ | --------------------- | ----------------------------------------------------------------- |
| Médaille d'or      | France                | Vainqueur                                                         |
| Médaille d'argent  | Espagne               | Finaliste                                                         |
| Médaille de bronze | Croatie               | Demi-finales                                                      |
| Médaille de bronze | Angleterre            | Demi-finales                                                      |
| 5                  | Pays-Bas              | 3e Gr. A (3 pts/diff -3), qualifié pour la Coupe du monde -20 ans |
| 6                  | Portugal              | 3e Gr. B (3 pts/diff -4), qualifié pour la Coupe du monde -20 ans |
| 7                  | Autriche              | 4e Gr. A (3 pts)                                                  |
| 8                  | Italie                | 4e Gr. B (1 pt)                                                   |

### Buteurs
| 4 buts - Daniel Pacheco 3 buts - Zvonko Pamić - Cédric Bakambu - Alexandre Lacazette 2 buts - Frank Nouble - Franko Andrijašević - Rodrigo Moreno - Antoine Griezmann - Gaël Kakuta | 1 but - John Bostock - Thomas Cruise - Matt Phillips - David Alaba - Marco Djuricin - Gernot Trauner - Arijan Ademi - Filip Ozobić - Thiago Alcántara - Ezequiel - Sergio Canales - Rubén Rochina - Enzo Reale - Gilles Sunu - Yannis Tafer - Steven Berghuis - Jerson Cabral - Nélson Oliveira - Sérgio Oliveira - Ruben Pinto 1 but contre son camp (csc) - Bruno Martins Indi (c.s.c) |

### Bilan chiffré du tournoi
- Nombre de buts inscrits : 45 en 15 matchs (3 buts en moyenne par match) dont 1 c.s.c.
- Nombre de cartons rouges : 4
- Équipe invaincue  :  France (4 victoires et 1 nul)
- Équipe ayant marqué le plus de buts  :  France : 14 buts en 5 matchs (2,8 buts en moyenne par match)
- Équipes ayant encaissé le moins de buts  :  France ,  Espagne et  Croatie : 4 buts en 5 matchs  : (0,8 buts encaissés en moyenne par match)
- Plus larges victoires/défaites :  France 5 - 0 Pays-Bas  et  Croatie 5 - 0 Portugal

- Équipe n'ayant pas marqué de buts  :  Italie (3 matchs)
- Équipe ayant encaissé le plus de buts  :  Autriche 8 buts en 3 matchs (2,6 buts encaissés en moyenne par match)